# Cladonota siparuna
Cladonota siparuna är en insektsart som beskrevs av Strümpel 1973. Cladonota siparuna ingår i släktet Cladonota och familjen hornstritar. Inga underarter finns listade i Catalogue of Life.